# Mimudea costiplaga
Mimudea costiplaga là một loài bướm đêm trong họ Crambidae.